# Hugo Hansen
Hugo-André Hansen (Vega, 1º agosto 1967) è un ex calciatore norvegese, di ruolo difensore.

## Biografia
È il padre di Cato Hansen, calciatore professionista.

## Carriera

### Club
Hansen ha debuttato nella 1. divisjon con la maglia del Bryne. Il 27 aprile 1985, infatti, è stato schierato titolare nel pareggio per 1-1 contro il Lillestrøm. La prima rete nella massima divisione norvegese è arrivata il 13 giugno 1987, nel 3-0 inflitto al Mjøndalen. Nello stesso anno, è arrivata l'affermazione finale nel Norgesmesterskapet 1987.
Nel 1989, è passato al Molde. Ha esordito con questa maglia il 30 aprile, quando è stato impiegato nella sconfitta per 1-0 contro il Kongsvinger. Il 1º ottobre successivo, ha realizzato il primo gol: ha contribuito infatti alla vittoria per 7-0 sul Mjølner. A dicembre 1989, ha sostenuto un provino per gli inglesi del Norwich City, giocando due partite per la squadra riserve: ha firmato un contratto con il club ma non gli è stato concesso il permesso di lavoro, necessario poiché la Norvegia non faceva parte della Comunità europea.
L'anno seguente, si è trasferito al Rosenborg. Ha disputato il primo incontro per il nuovo club soltanto in data 28 aprile 1991, subentrando a Knut Torbjørn Eggen nel pareggio per 1-1 contro il Tromsø. Nel 1992, ha fatto ritorno al Bryne e vi è rimasto fino al 1994.
Nel 2006, è stato ingaggiato dal Frøyland. Dal 2007 al 2008, ha militato nelle file del Rosseland, disputando 9 partite di campionato in due stagioni.

### Nazionale
Conta 14 presenze per la Norvegia. Ha debuttato il 4 giugno 1986, schierato titolare nella sconfitta per 3-1 contro la Romania.

## Palmarès

### Club

#### Competizioni nazionali
- Coppa di Norvegia: 1

Bryne: 1987